# Хамзык-Хулсун
Хамзык-Хулсун или Сарпа — озеро в Калмыкии. Расположено в 2,4 км к северо-западу от посёлка Хошеут. На топографической карте 1950 года указано под названием Хазык-Хулсун. На топографической карте 1989 года обозначено как лиман Сарпа. В «Атласе Республики Калмыкия» от 2010 года наименование не обозначено.
Относится к Западно-Каспийскому бассейновому округу. Площадь — 3,76 км². Входит в систему Сарпинских озёр.